# Plectris maculosa
Plectris maculosa är en skalbaggsart som beskrevs av Moser 1918. Plectris maculosa ingår i släktet Plectris och familjen Melolonthidae. Inga underarter finns listade i Catalogue of Life.